# Ninot tradicional japonès

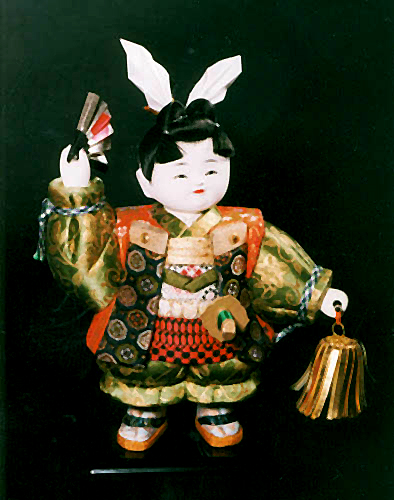
Minot tradicional de Momotarō.

El ninot tradicional japonès o Ningyo (人形) representa la continuïtat d'una pràctica de confecció d'imatges humanes des de l'antiga cultura Jomon (8.000 - 200 aC) i en les figures funeràries Haniwa en la posterior cultura Kofun.
Hi ha diversos tipus de ninots japonesos, alguns representen a nens i nadons, alguns membres de la Cort Imperial, guerrers i herois, personatges mitològics, déus i (rarament) dimonis, i també personalitats de la vida diària. Molts són fets per ser lliurats els temples, com regals formals o per presentar-los en diverses celebracions com el Hinamatsuri (Festival de les nenes) o el Kodomo no hi (Festival dels nens).